# Leptura shirarakensis
Leptura shirarakensis là một loài bọ cánh cứng trong họ Cerambycidae.